# Sylvain Chomet
Sylvain Chomet (Maisons-Laffitte, 10 de novembro de 1963) é um desenhista e cenógrafo de histórias em quadrinhos/banda desenhada e diretor de desenhos animados francês.

## Início de carreira
Nascido em Maisons-Laffitte, Yvelines, perto de Paris, ele cursou uma faculdade de arte onde se formou em 1982.
Chomet se mudou para Londres em 1988 para trabalhar como animador no estúdio de Richard Purdum. Em setembro daquele ano, começou sua atividade como freelancer, trabalhando em comerciais para clientes como Principado, Renault, Swinton e Swissair.
Além de sua carreira na animação, Chomet criou trabalhos como cartunista e ilustrador gráficos, começando em 1986 com Secrets of the Dragonfly. Em 1992 Chomet escreveu o roteiro de uma história em quadrinhos de ficção científica chamado The Bridge In Mud. Em 1993, Chomet escreveu a história para Léon-la-Came, que foi desenhada por Nicolas de Crécy para a revista À Suivre. Este foi publicado em 1995 e ganhou o Prémio René Goscinny, em 1996. Em 1997, Chomet publicou Ugly, Poor, and Sick, novamente com Nicolas de Crécy. Este rendeu-lhes o Alph-Art Prize Comic no Festival Internacional de Quadrinhos de Angoulême.

## A Velha Dama e os Pombos
Em 1991, Chomet começou a trabalhar no seu primeiro filme de animação, A Velha Senhora e os Pombos (La Vieille Dame et les Pigeons), com cenários desenhados por Nicolas de Crécy. Em 1993, Chomet  mudou-se para o Canadá. O curta-metragem rendeu-lhe um BAFTA, o Grande Prémio no Festival de Annecy, o prêmio Cartoon D'Or, bem como o Prêmio do Público e Prêmio do Júri no Festival Angers Premiers Plans. Ele também recebeu uma nomeação ao Óscar de melhor filme de animação de curta-metragem.

## As Bicicletas de Belleville
O primeiro filme longa-metragem de animação de Chomet, As Bicicletas de Belleville (Les Triplettes de Belleville, ou Belleville Rendez-vous no  Reino Unido) também foi indicado a dois  Oscar em 2003 (Melhor Animação e Melhor Canção), e introduziu o nome de Chomet a um público muito mais vasto.
Após o lançamento de The Triplets of Belleville, Nicolas de Crécy acusou Chomet de plagiar seu trabalho, citando isto como a razão para o fim da colaboração entre eles. O estilo visual de As Bicicletas de Belleville se assemelha muito ao trabalho anterior de Nicolas de Crécy, o  romance gráfico de 1994, Le Bibendum Celeste. 

## O Mágico
O filme seguinte de Chomet foi o longa-metragem de animação tradicional O Mágico (L'Illusionniste), que estreou no  Festival internacional do filme de Berlim em fevereiro de 2010, depois de muitos atrasos (inicialmente o filme seria lançado em 2007). O Mágico, como o trabalho anterior de Chomet, tem suas raízes na cultura popular francesa de meados do século XX. É baseado em um roteiro não produzido que Jacques Tati havia escrito em 1956, como uma carta pessoal à sua filha mais velha que morava fora do país, e estrela uma versão animada do próprio Tati. Foi originalmente concebido por Tati como uma jornada de amor e descoberta que leva dois personagens através da Europa Ocidental para Praga.  Chomet diz que "Tati queria mudar da comédia puramente visual e tentar uma história emocionalmente mais profunda" e afirma que "não é um romance, é mais a relação entre um pai e uma filha". O filme teve um custo estimado em £ 10 milhões, e foi financiado pela Pathé Pictures.
De acordo com a leitura do roteiro de "O Mágico" feita em 2006 na London Film School introduzido por Chomet, "O grande comediante francês Jacques Tati escreveu o roteiro de The Illusionist com a intenção de fazê-lo como um filme em live-action com sua filha." 

## Outros projetos
Outro projeto, Barbacoa, inicialmente previsto para ser lançado no final de 2005, foi cancelado devido à falta de financiamento. Além disso,  A Lenda de Despereaux era para ser o primeiro filme de Chomet animado por computador, agendado para chegar aos cinemas americanos no Natal de 2008, mas direção mudou para Sam Fell após o estúdio de produção Relativity Media demitir Chomet.  Chomet, por sua vez, diz que ele não podia suportar o ambiente criativo do estúdio. 
Em 2005 ele dirigiu um segmento para o filme colaborativo Paris, je t'aime; a ele foi atribuído para o 7o arrondissement, onde está a Torre Eiffel]). Foi primeiro trabalho Chomet em live-action.
Em 2014, uma piada de sofá dirigida por Chomet foi ao ar para um episódio de Os Simpsons. A revista semanal de entretenimento Variety também anunciou que Chomet estava avançando com The Thousand Miles, uma mistura de live-action e animação baseada em várias obras de Federico Fellini, incluindo seus "desenhos e escritos inéditos", com roteiro por Tommaso Rossellini e Demian Gregory.
Em 2015, Chomet dirigiu e co-escreveu o videoclipe animado Carmen para o músico belga Stromae.
Em 2016, Chomet produziu as ilustrações para Caleb's Cab, livro infantil escrito por sua esposa, Sally.
Em 2021, foi anunciado que Chomet dirigiria uma cinebiografia de Marcel Pagnol, The Magnificent Life of Marcel Pagnol.

## Django Films
Em meados dos anos 2000, Chomet fundou a Django Films , um estúdio de animação em Edimburgo, Escócia. O estúdio foi criado com a ambição de se estabelecer tanto no cinema de animação quanto no live-action, mas agora está sendo desmantelado. Durante sua vida, o estúdio foi assolado por dificuldades de produção, primeiro perdendo financiamento para o que seria seu primeiro longa de animação, Barbacoa, sobre um grupo de animais que tentam escapar do zoológico durante a Comuna de Paris.  Em seguida, fracassou em conseguir financiamento para The Clan, comédia animada para a BBC. A série teria focado na vida dos habitantes disfuncionais de uma ilha escocesa fictícia, e foi rotulado como "um Simpsons escocês". Então veio a demissão de Chomet como diretor de  A Lenda de Despereaux. Conforme relatado pela publicação Scotland on Sunday em 2005, a Django Films nunca chegou perto de empregar os 250 artistas que teria exigido para Despereaux e também para The Illusionist (finalmente produzido em 2010), já que os dois filmes foram originalmente produzidos simultaneamente.
Chomet tem sido criticado pela sua falta de capacidade de produzir animadores suficientemente qualificados em quantidade suficiente para produzir suas animações. 

## Filmografia
- La vieille dame et les pigeons (curta-metragem) (1998)
- Les triplettes de Belleville (2003)
- Paris, je t'aime (segmento Tour Eiffel (VIIe arrondissement)) (2006)
- L'illusionniste (2010)
- Attila Marcel (2013)
- Merci Monsieur Imada (2016)

Tornou-se conhecido pela realização da longa-metragem de animação Les Triplettes de Belleville, filme que concorreu ao Oscar de melhor filme de animação em 2004.